# TvN DRAMA
tvN DRAMA는 CJ ENM에서 운영하고 있는 드라마 채널이다.

## 역사
- 2015년 9월 10일 : 스토리온에서 O tvN으로 개편되었다.
- 2021년 9월 1일 : 채널명을 tvN DRAMA 런칭. O tvN 채널 송출 중지(채널명 변경)

## 로고

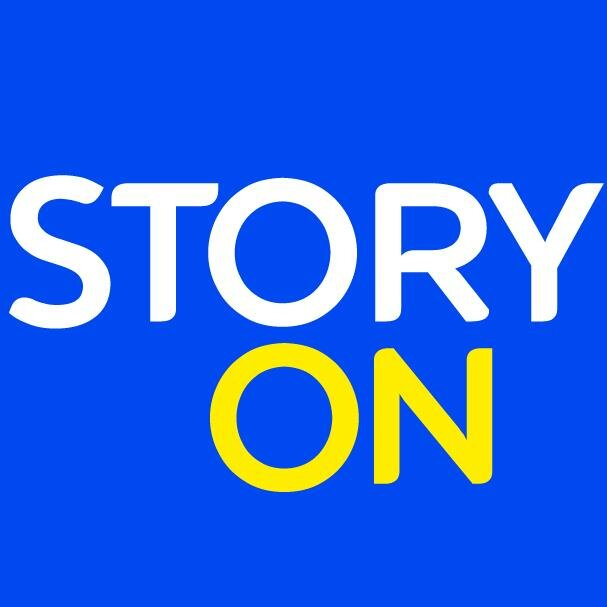
2012년 ~ 2015년 9월
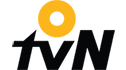
2015년 9월 ~ 2021년 8월
2021년 9월 ~ 현재